# Mạt Hạt
Người Mạt Hạt (Malgal hay Mohe; tiếng Hán: 靺鞨) là một dân tộc cổ sinh sống ở vùng Mãn Châu. Đôi khi họ được xem là tổ tiên của người Nữ Chân (Jurchen), dân tộc đã lập nên nhà Kim và nhà Mãn Thanh sau này.

## Người Mạt Hạt trong các sử liệu Trung Quốc
Theo các sử liệu của người Trung Quốc, ban đầu người Mạt Hạt chịu sự cai trị của vương quốc Phù Dư (Buyeo) nhưng sau đó đã thoát khỏi sự thống trị này vào thời kỳ Tam Quốc trong lịch sử Trung Quốc và trở thành một lãnh thổ tự trị. Những ghi chép của các vương quốc Bách Tế (Baekje) và Tân La (Shilla) trên bán đảo Triều Tiên vào thế kỷ I và II cho thấy đã xảy ra vô số cuộc chiến giữa các vương quốc này với người Mạt Hạt.
Người Mạt Hạt có nhiều bộ tộc, trong đó hùng mạnh nhất là bộ tộc Túc Mạt (粟末, Sumo). Bộ sử Trung Quốc Cựu Đường Thư (舊唐書), phần "Bắc Địch truyện" (北狄傳), viết: "Nước họ bao gồm hàng chục bộ tộc, mỗi bộ tộc có một thủ lĩnh". Bộ tộc Túc Mạt cuối cùng bị Cao Câu Ly (Koguryo) chinh phục còn các bộ tộc khác phần lớn bị nhà Tùy thống trị. Thời kỳ sau đó rất nhiều người Mạt Hạt di cư lên phía Bắc, vốn là nơi khởi nguồn của họ.

## Cư dân củavương quốc Bột Hải
Năm 698, người Mạt Hạt tham gia thành lập vương quốc Bột Hải (渤海, Balhae) sau sự sụp đổ của Cao Câu Ly vào năm 668. Theo Cựu Đường thư, Dae Joyeong, người lập nên vương quốc Bột Hải, là tướng cũ của Cao Câu Ly, sau 30 năm chiến đấu với nhà Đường và nhà Chu để khôi phục Cao Câu Ly, Dae Joyeong đã đánh bại 20 vạn quân Chu của Lý Giai Cố và Lạc Vũ Chỉnh ở Thiên Môn Lĩnh, dùng tộc Khiết Đan che chắn cho mình trước nhà Chu và thành lập nên vương quốc Bột Hải. Theo Tân Đường thư, Dae Joyeong, người lập nên vương quốc Bột Hải, là một viên tướng cũ của Cao Câu Ly dòng dõi Túc Mạt Mạt Hạt. Tuy nhiên theo Tam Quốc di sự (Samguk Yusa), bộ sử do người Triều Tiên viết sau đó vài trăm năm, thì Dae Joyeong là dòng dõi Cao Câu Ly giống như Cựu Đường thư đã ghi. Sau khi vương quốc Bột Hải diệt vong, một số vết tích của người Mạt Hạt đã được tìm thấy và họ được xem là một trong những nhóm sắc tộc chính tạo nên dân tộc Nữ Chân hay Mãn Châu sau này.